# Elfrida Andrée
Elfrida Andrée, född 19 februari 1841 i Visby stadsförsamling, Gotlands län, död 11 januari 1929 i Göteborg, var en svensk tonsättare, dirigent, Europas första kvinnliga domkyrkoorganist och Sveriges första kvinnliga telegrafist. 
Elfrida Andrée benämns ofta som en kvinnlig pionjär. Hon medverkade till två lagändringar som möjliggjorde för kvinnor att inneha organistbefattningar och att arbeta som telegrafister. Andrée anses också vara en banbrytande kompositör och orkesterdirigent som trots motgångar på grund av sitt kön byggde upp en musikalisk verksamhet och repertoar. Hon komponerade ett av sina första verk vid 24 års ålder, en pianokvintett i e-moll, som "placerade henne i den svenska tonsättareliten".
Hon blev 1879 ledamot i Kungliga Musikaliska Akademien och 1921 invald i Föreningen Svenska Tonsättare. Elfrida Andrées syster Fredrika Stenhammar (tidigare Andrée) och systerdotter Elsa Stenhammar var också framstående musiker.

## Biografi

### Uppväxt
Elfrida Andrée föddes 1841 i Visby som det andra barnet av tre till medicine doktorn Andreas Andrée (1802–1877) och prästdottern Lovisa Lyth (1810–1861). Modern kom från en välbärgad och inflytelserik prästsläkt på Fårö och fadern bosatte sig i Visby 1832 där han arbetade som provinsialläkare. Två år därefter gifte sig föräldrarna och 1836 föddes systern Fredrika Stenhammar (1836–1880). Elfrida Andrées födelseplats var familjens dåvarande bostad vid S:t Larsgränd 1 där syskonen växte upp i en borgerlig miljö. Barndomshemmet, sedermera det Cramérska huset, är även känt som Sveriges äldsta bebodda hus med anor från 1200-talet. Familjen bodde under en kortare period på lantgården Tors i Bro socken men flyttade tillbaka till Visby när den yngste i syskonskaran, Tor Andrée, föddes (1849–1901). 

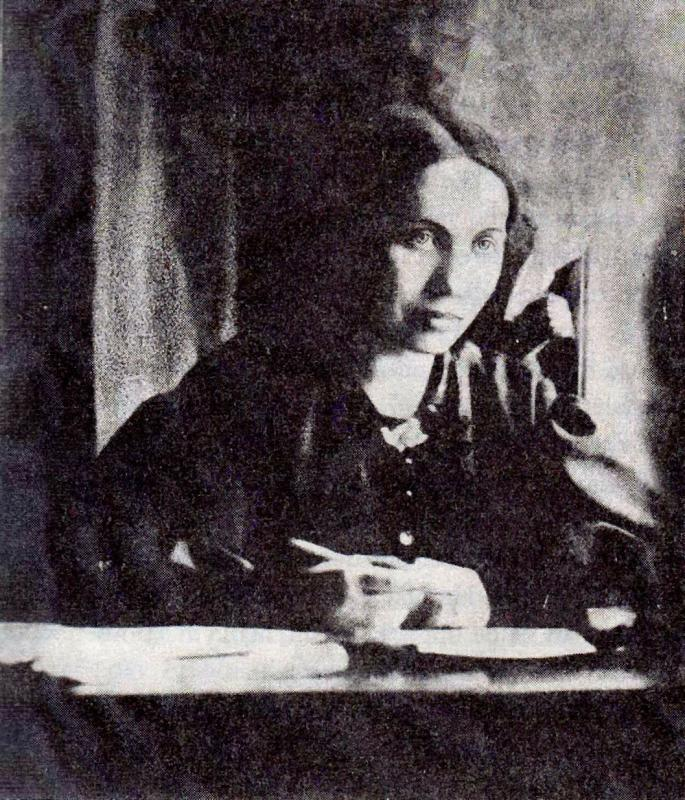
Elfrida Andrée. Foto med anteckningen: "Det yngsta porträtt som finns. Det togs av min far utan att jag visste om det."

Andreas Andrée var involverad i Musikaliska sällskapet i Visby vars storhetstid sammanföll med döttrarnas uppväxt och musikundervisning. Den Andréeska salongen blev en central punkt i stadens kultur- och musikliv. Fadern undervisade Elfrida Andrée i harmonilära, generalbas, sång och piano. Hon lärde sig också att spela harpa. Wilhelm Söhrling blev 1847 musikdirektör för Musikaliska sällskapet och tjänstgjorde som domkyrkoorganist i Visby. Söhrling undervisade Elfrida Andrée i harmonilära, piano och orgel. Hon blev engagerad i Visbys musikliv och uppträdde som pianist och sångerska i samband med Musikaliska sällskapets evenemang och informella musikaliska salonger.

### Organist
Elfrida Andrée var 14 år gammal när hon lämnade Visby och kom till Stockholm 1855. Fredrika Stenhammar hade efter några års studier vid Mendelssohns musikkonservatorium i Leipzig fått en anställning som sångerska vid kungliga teatern och senare operan. De båda systrarna fick på så vis ett stort kontaktnät i Stockholms musikaliska kretsar och salonger. Privat studerade Elfrida Andrée sång för Julius Günther och tog lektioner i piano av Johan Van Boom. Det första steget mot en organistexamen påbörjades 1857 då hon två gånger i veckan undervisades i orgel av Gustaf Mankell i Jacobs kyrka. Andrée avlade som första kvinna i Sverige organistexamen som privatist i Stockholm samma år, eftersom utbildningen vid tidpunkten inte var öppen för kvinnor. Så här skrev hon hem till sina föräldrar om sitt examensprov. 
Direktör Mankell föreslog att jag skulle få göra mitt prof i Jacobs kyrka, emedan der är stort Orgverk, och äfven kunde vara roligare för mig sjelf. Det beviljades, och vi och hela Musikaliska Akademien marscherade lik en Procession, Drottninggatan utför till Jacob, der jag ensam var på Orgelläktaren, och styrde med mina händer och fötter det stora Orgverket. Jag kan inte omtala hvad jag tyckte det var roligt, och jag hoppas att jag många gånger kan få ha det nöjet 
Strax efter Elfrida Andrées examen engagerade Gustaf Mankell henne som vikarie i S:t Jacobs Kyrka. Detta tilltag renderade honom en kraftig reprimand från församlingens prästerskap och Andrée förbjöds att vidare spela i kyrkan "emedan man finner det opassande och störande för andakten att se ett fruntimmer på orgelläktaren".  

Hon drev också på den lagändring som senare skulle komma att möjliggöra för kvinnor att inneha och söka organisttjänster. Kort efter examinationen skickade Elfrida Andrée, med stöd från sin far Andreas Andrée, en förfrågan till Kungl. Maj:t om rättigheten till att söka organistbefattningar. Brevet avslutades med följande mening: 
| ”                                                                                                 | Då det i utlandet, såsom i England och Frankrike länge varit brukligt, att orgelnistbefattningar innehafvas af Fruntimmer, har detta ingifvit mig mod och hopp att inför Eders Kongl Majst våga denna underdåniga framställning | „ |
| – Elfrida Andrée, i brev till Kungl. Maj:t 1857, citerad i Elfrida Andrée: ett levnadsöde, s. 70. | |   |

Förfrågningen möttes dock av motstånd och avslogs av den dåvarande ärkebiskopen Henrik Reuterdahl. Elfrida Andrée tog 1858 en klass i solosång vid Kungliga Musikaliska Akademien och anställdes som ackompanjatör åt Julius Günther. Privat studerade hon också komposition för tonsättaren Ludvig Norman och senare för den danske tonsättaren Nils W Gade. Akademiens sångklasser öppnades upp för kvinnor 1854 och därefter skedde en successiv öppning i övriga utbildningar. Heddie Hammarskiöld antogs 1858, som första kvinna, till undervisningsverkets orgelklass. Kvinnors rättigheter debatterades flitigt i riksdagen och det motionerades för kvinnors yrkesmöjligheter. Den lagändring som gav kvinnor rätt till att söka organisttjänster trädde i kraft 1861 och två månader senare fick Elfrida Andrée tjänsten som organist i Finska församlingen i Stockholm. Lagändringen bidrog också till att fler kvinnor tog ut en organistexamen vid Kungliga Musikaliska Akademien. Under åren 1861–1867 var Elfrida Andrée anställd som organist i Finska församlingen och i Franska reformerta kyrkan i Stockholm. 1867 fick hon tjänsten som domkyrkoorganist i Göteborgs domkyrka.  

### Telegrafist
Elfrida Andrée blev Sveriges första kvinnliga telegrafist då även detta yrke tidigare varit stängt för kvinnor. Hennes far, Andreas Andrée, skrev till Kungl. Maj:t 1860 och undrade huruvida dottern kunde få anställning vid en telegrafstation. Han menade att Elfrida Andrée hade de nödvändiga kunskaperna och att hon inte ville ha någon lön. Den 15 oktober 1860 meddelade Kungl. Maj:t avslag via telegrafstyrelsen. Det ansågs olämpligt för "den bildade unga qvinnan att ägna sig åt sådant arbete, där telegrafmannen nödgas åtföljd af arbetsmanskap till fots i hvad väder som helst, ofta i djup snö, miltals färdas utåt linien och från höjden af en 8 á 10 alnars stege undersöka ledningstrådarnas isolering och så vidare. Helst utlandets förtroende till oss i detta avseende möjligen kunde derigenom minskas." Telegrafstyrelsen menade också att det inte var lämpligt att en ung kvinna arbetade bland så många män.   
Elfrida Andrée gav sig inte och skrev 1862 på nytt till kungs. Hon framhöll då att hon ville öppna en ny, nyttig och aktningsvärd yrkesbana för Sveriges kvinnor. Det resulterade dock i ytterligare ett avslag. Den 2 maj 1864 utfärdade telegrafstyrelsen generella regler för anställning av kvinnor och samma år kom den första kursen för kvinnliga telegrafister med 23 elever, som befordrades till extra ordinarie assistenter. Däribland Elfrida Andrée. Efter fem års politisk kamp ändrades lagstiftningen och 1865 fick Andrée, som första kvinna, tillstånd att söka telegrafisttjänster. Hon stannade kvar på Telegrafverket till 1867 då hon anställdes som Sveriges första kvinnliga domkyrkoorganist.

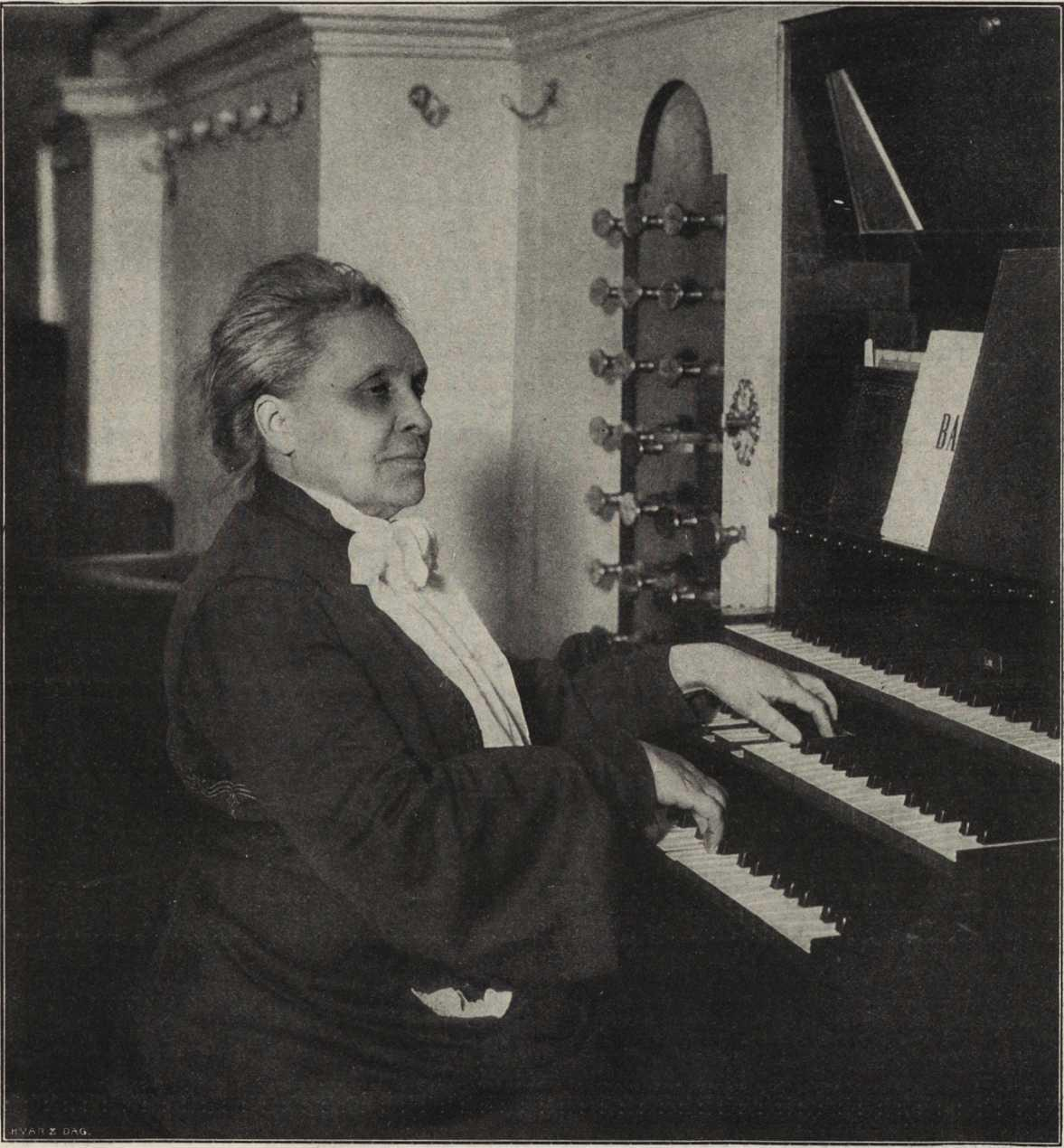
Elfrida Andrée vid orgeln i Göteborgs domkyrka. Foto i Hvar 8 dag 1904.

### Åren i Göteborg

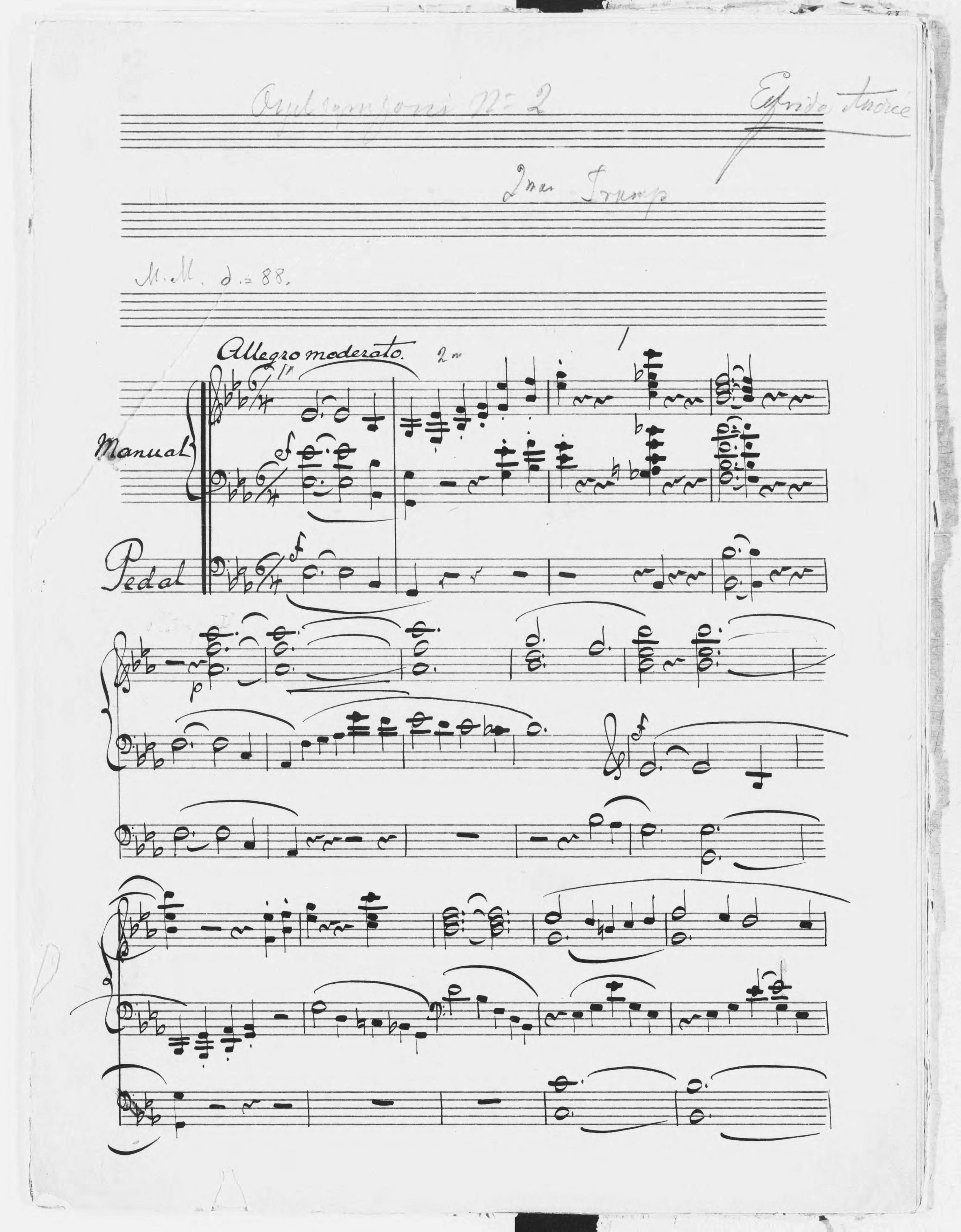
Orgelstämmor i autograf av Elfrida Andrée. Orgelsymfoni nr 2 i Ess-dur för orgel och mässingsinstrument.

Elfrida Andrée sökte tjänsten som domkyrkoorganist i Göteborg i konkurrens med sju andra, samtliga män, och blev enhälligt vald som efterträdare till Henric Seldener. Det tog sedan 120 år tills nästa kvinna tillträdde som domkyrkoorganist i Sverige. Arbetsuppgifterna bestod framför allt i att spela under söndagsgudstjänsterna och att underhålla kyrkoorgeln. 1908 blev hon också kantor, en tjänst som senare övertogs av systerdottern Elsa Stenhammar; att leda kyrkokören var fram till 1905 förbjudet för kvinnor. Elfrida Andrée var inte enbart verksam som kyrkomusiker utan också som kammarmusiker, ledde orkester- och körverksamhet, höll musiklektioner och komponerade.
I Göteborg arrangerade Elfrida Andrée ungefär 800 folkkonserter där hon själv dirigerade och gav orgelkonserter. Folkkonserterna anordnades av Göteborgs arbetarinstitut och de första uppfördes 1895 under ledning av Karl Valentin. Elfrida Andrée, med stöd från Elsa Stenhammar, tog över ansvaret som musikalisk ledare 1897. 
Folkkonserterna riktade sig till arbetarklassen och biljetterna var subventionerade. Repertoaren hade ett "folkbildande" syfte och det framfördes bland annat nordisk musik och verk av kompositörer såsom Händel och Bach. Publikens sammansättning blev dock ofta ifrågasatt vilket gav upphov till en återkommande kritik rörande konserternas syfte. 
Folkkonserterna bidrog till att Elfrida Andrées position i Göteborgs musik- och kulturliv befästes och hon fick möjlighet till att själv bestämma programmens uppsättning. Den 11 februari 1905 invigdes konserthuset på Heden vilket sammanföll med firandet av folkkonserternas 10-årsjubileum och uppförandet av den 200:e folkkonserten. Elfrida Andrée dirigerade och programmet bestod av hennes egna kompositioner, däribland Snöfrid med text av Viktor Rydberg.
  

Elfrida Andrée hade tjänsten som domkyrkoorganist i Göteborg fram till sin död men var tjänstledig av hälsoskäl från 1921. Hon är begravd på Norra begravningsplatsen i Stockholm i en familjegrav där även hennes syster och systerdotter, operasångerskan Fredrika Stenhammar och kyrkomusikern Elsa Stenhammar, vilar. 

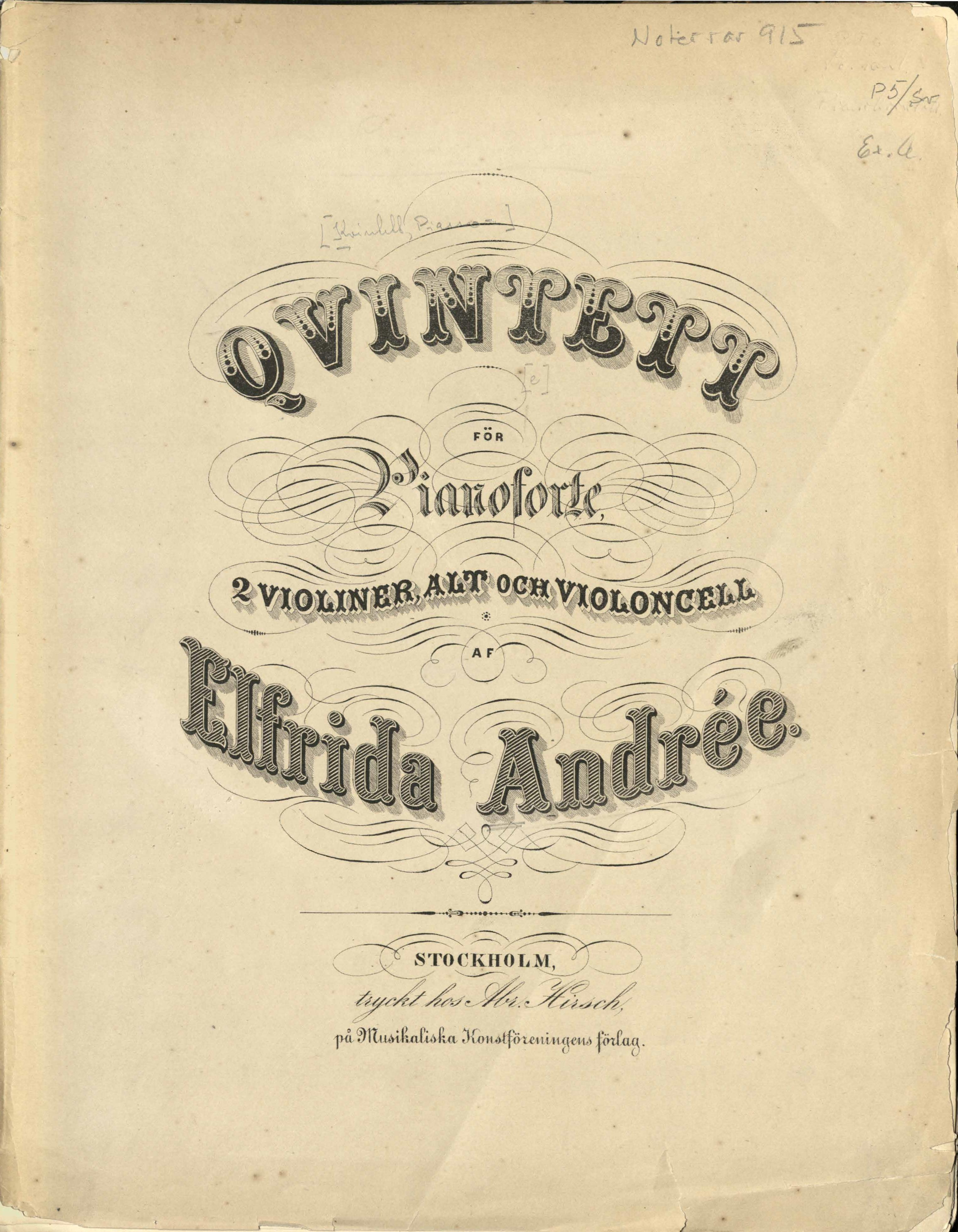
Pianokvintett i e-moll. Publicerad av Musikaliska konstföreningen 1865.

### Tonsättare
Som tonsättare hade Andrée vissa framgångar, men fick utstå att upprepade gånger bli förbigången på grund av sitt kön. Många av hennes verk framfördes aldrig eller bara någon enda gång under hennes livstid. Elfrida Andrées musikskapande uppmärksammades allt mer efter 1990-talet och hennes verk har uppförts vid orkester- och kammarmusikkonserter samt i radio och i kyrkan. Kammarmusikverken – bland annat två pianotrior och en pianokvintett – anses vara det mest helgjutna i hennes produktion. Hon skrev också två symfonier för orkester, två orgelsymfonier, två mässor, kantater, orgel- och pianomusik med mera.
Andrées största verk till omfånget var operan Fritiofs saga med libretto av Selma Lagerlöf efter Esaias Tegnérs diktverk. Operan har aldrig blivit formellt uppsatt i sin helhet, men ett utdrag uppfördes konsertant av Wermland Opera i Karlstad 2013 och operan uppfördes för första gången i sin helhet, också konsertant, av Göteborgsoperan 2019. Ur musiken sammanställde tonsättaren en svit för orkester med namnet Fritiof-svit. Andra symfonin, Fritiof-sviten, orgelsymfonierna och övriga orgelverk samt några kammarmusikverk har spelats in på skivor.

### Eftermäle
Spårvagn nummer 380 (typ M31) i Göteborg har fått namnet Elfrida Andrée. Hon har också fått en gata, Elfrida Andrées gata, uppkallad efter sig i Göteborg. I Visby fanns tidigare Elfrida Andréegymnasiet som 2014 slogs ihop med två andra gymnasieskolor till Wisbygymnasiet.

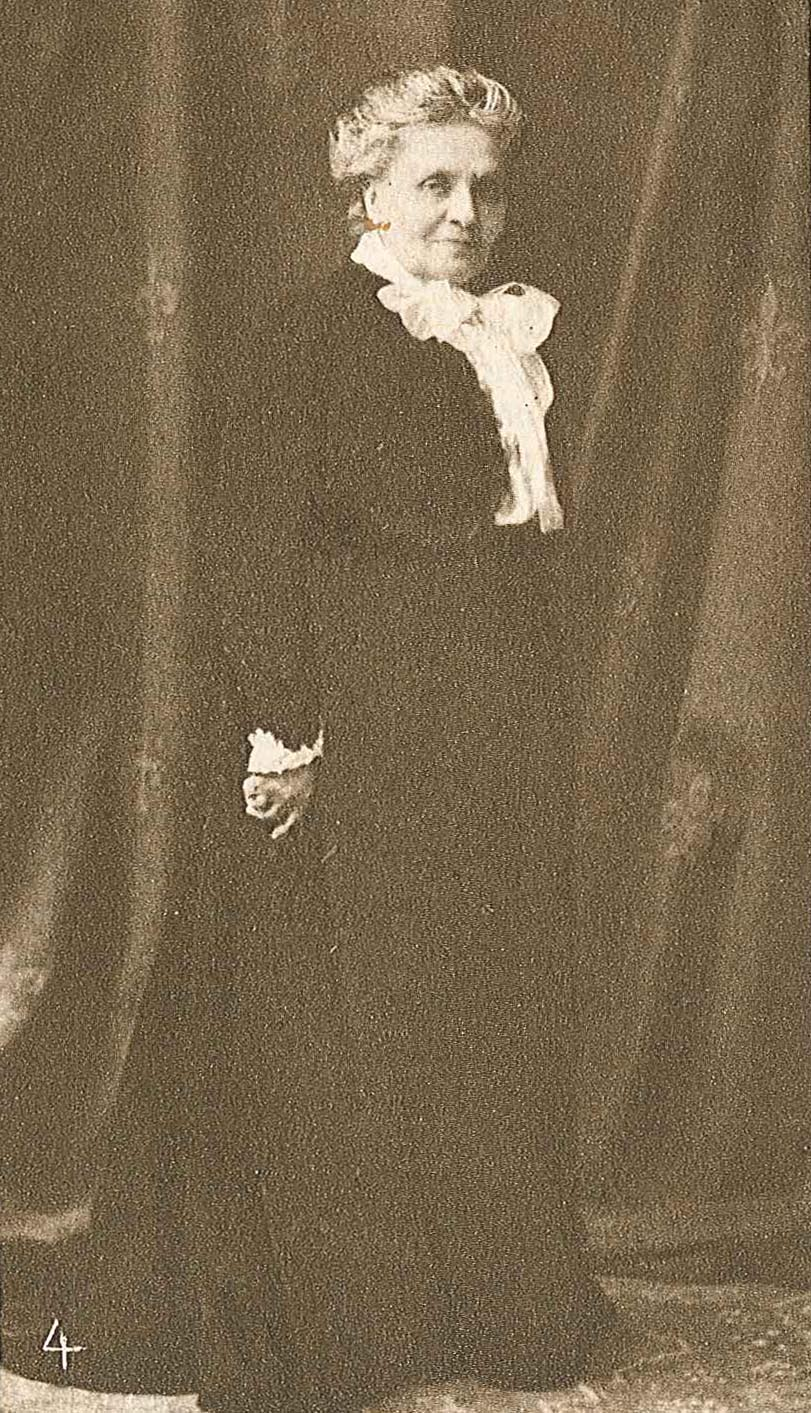
Elfrida Andrée. Foto i Veckojournalen 1916.

## Verk

### Musik för scenen
- Fritiofs saga, opera med libretto av Selma Lagerlöf efter Esaias Tegnérs diktverk (1894-95)
- Vårqvällstämning, melodram för recitation och orkester (1873)
- Saul och David, melodram för recitatör och harpa eller piano till text av Gustaf Fröding (1912)

### Orkesterverk
- Presto i c-moll (1859)
- Ouverture i g-moll (1864)
- Symfoni nr 1 i C-dur (1868)
- Konsertuvertyr i D-dur (1873)
- Varför och därför, orkestersats i f-moll, symfonisk dikt (1874)
  - Version för orgel i e-moll
- Förspel till Snöfrid, ballad för soli, kör och orkester i g-moll (1876)
- Andante quasi recitativo för stråkorkester (1877)
- Scherzo i g-moll (1878?)
- Symfoni nr 2 i a-moll (1879)
- Orgelsymfoni nr 1 i h-moll (1891)
- Orgelsymfoni nr 2 i Ess-dur för orgel och mässingsinstrument. Bearbetning av Violinsonat nr 2 (1892)
- Intermezzo i F-dur (1892)
- Sommarminnen från Bjurslätt för stråkorkester eller stråkkvintett (omarbetad version av stråkkvartetten i d-moll) (1903)
- Glömska i F-dur för stråkorkester och harpa (1905)
- Fritiof-svit, utdrag ur operan Fritiofs saga för symfoniorkester (1909)
- Menuett i f-moll
- Pastorale i A-dur
- Polonäs i g-moll
- Svenska folkmelodier behandlade för stränginstrument för stråkorkester och harpa eller piano ad lib
- Symfonisats i f-moll (Allegro molto)
- Tempo do Marche funebre i c-moll
- Uvertyr i d-moll

### Kammarmusik
- Pianotrio nr 1 i c-moll (1860)
- Stråkkvartett i A-dur (1861)
- Pianokvartett i a-moll (1865)
- Pianokvintett i e-moll (1865)
- Tre romanser för violin och piano (1871)
- Violinsonat i Ess-dur (1872)
- Violinsonat i B-dur (1872–76)
- Pianotrio i g-moll (1883–84)
- Två romanser för violin och piano (1884)
- Stråkkvartett i d-moll (1887)
- Andante cantabile för cello och orgel eller piano (1900)

### Pianoverk
- Pianosonat i A-dur, op. 3 (1870, tryckt 1873 i Köpenhamn av Wilhelm Hansen)
  - 1. Allegretto ma non tropo (i handskriften: Allegro moderato)
  - 2. Allegro ma non tropo (i handskriften: Andante)
  - 3. Allegretto scherzando (i handskriften: Allegretto)
- Tonbilder, op. 4 (1872, tryckta 1874 i Köpenhamn av Wilhelm Hansen)
  1. ”På vattnet”
  2. ”Barnmenuett”
  3. ”Om kvällen”
- Moster Fridas föreställning om små barnens Julafton 1876 (ofullbordad)
- Fem smärre tonbilder i sammanhang, op. 7 (1880, tryckt 1880 i Stockholm av Huss & Beer)
  - 1. Largetto
  - 2. Andante
  - 3. Allegro moderato
  - 4. Andante
  - 5. Lento
- Dikter för piano om Vemodet (1881)
  - 1. Andantino i  ciss-moll (morgonen den 13 juli efter Mias bröllop)
  - 2. Allegretto i ciss-moll (Tryckt 1892 i Stockholm av Gehrman & Co med titeln Meditation.)
  - 3. Andante Cantabile i E-dur
  - 4. Tempo rubato/Maëstoso i ciss-moll
- Tandvärks-fugetta i ciss-moll (1881, tillägnad Doktor Schulzberg den 6 juli 1881 och inspirerad av en plomberad tand.)
- Julstämning i F-dur (1891, tryckt 1891 i Iduns julnummer)
- Caprice i F-dur

- Förspel till Snöfrid i arrangemang för 2 pianon (1876)

### Orgelverk
- Vredens dag, koral i c-moll (1890)
- Orgelsymfoni i h-moll (1891)
- Preludium (sorgeförspel) i f-moll (1903)
- Cantilena i G-dur
- Fuga i f-moll
- Förspel i c-moll
- Förspel i G-dur
- Andantino i e-moll (arrangemang av Symfoni i a-moll, sats 2)
- Fuga con spirito i Ess-dur
- Koral med 3 variationer i d-moll (eventuellt från psalm 76 eller 89 ur Den svenska psalmboken 1819)
- Små koralförspel och preludier för orgel (första häftet, till fröken Alice Brattberg)
- Preludier (koncept)
  - 1. Allt är redo, fallna släkte (psalm 164 ur Den svenska psalmboken 1819)
  - 2. Nu kommen är vår påskafröjd (psalm 104 ur Den svenska psalmboken 1819)
  - 3. Dig, ljusets Fader, vare pris (psalm 140 ur Den svenska psalmboken 1819)
  - 4. Jag lyfter mina händer (psalm 33 ur Den svenska psalmboken 1819) (2 augusti 1907)
- 4 orgelkompositioner (januari 1893, står antecknat på noten att den tillhör Alice Brattberg, Christine kyrka)
  - 1. Så är fullkomnat, Jesus kär (psalm 99 ur Den svenska psalmboken 1819)
  - 2. Höga majestät, vi alla (psalm 3 ur Den svenska psalmboken 1819)
  - 3. Andante i G-dur
  - 4. Larghetto i c-moll
- Introduction. Improvisation on a psalmmelody (preludium spelat av Elfrida Andrée till invigningen av Falkenbergs kyrka)
- Orgelförspel till Jesus, du mitt liv, min hälsa (psalm 76 ur Den svenska psalmboken 1819)
- Orgelförspel till Nu kommen är vår påskafröjd (psalm 104 ur Den svenska psalmboken 1819)
- Orgelförspel till Huru länge skall mitt hjärta (psalm 45 ur Den svenska psalmboken 1819)
- Orgelförspel till Jag lyfter mina händer (psalm 33 ur Den svenska psalmboken 1819)
- Preludier
  - 1. A-moll
  - 2. Är jag allen en främling här på jorden i d-moll (psalm 178 ur Den svenska psalmboken 1819)
  - 3. Vi kristna bör tro och besinna (ofullständig, psalm 298 ur Den svenska psalmboken 1819)
- 12 små preludier
- 14 smärre kompositioner (1860-1861, Gammalt sedan Reformerta kyrkan)
- Sorgförspel i f-moll (1903)
- Larghetto i e-moll
- Melody in ciss moll
- Sorgmarsch i f-moll
- Trio i e-moll
- Ditt ord, o Jesu bliva må, koralförspel till svensk psalm 131:4
- Jesu, du mitt liv, min hälsa, koralförspel till svensk psalm 138
- Guds rena Lamm, oskyldig, koralförspel till svensk psalm 143
- När världens hopp förtvinat stod, koralförspel till svensk psalm 347
- Salig, salig, koralförspel till svensk psalm 349
- Av himlens här den högstes makt, koralförspel till svensk psalm 403
- Koralförspel nr 15 (ev. till svensk psalm 441)
- Så är fullkomnat, Jesu kär, koralförspel till svensk psalm 458

#### Transkriptioner för orgel
- Consolation nr 4 och Il pensiero af Liszt arrangerade för orgel
- Chaos, Introduction to the Creation av Joseph Haydn. Framfördes på kyrkomötet i Göteborg 1892 av Elsa Stenhammar.

### Körverk

#### A cappella
- Dofta, dofta blomma min, kvartett för kvinnoröster (april 1871, uppförd i Göteborgs domkyrka den 26 april 1871)
- Vaknen för blandad kör a cappella till text av Viktor Rydberg (1876)
- O skräm ej barnens hjärtan, kvartett med sopransolo för flickröster (1879)
- Tre bröllopssånger för blandad kör (1879–81)
  1. ”I hjertevåren” till text av Hans Hedlund
  2. ”Och kärleksdager”, växelsång mellan sopran och tenor till text av Hans Hedlund
  3. ”Säg hafven I nattetid hört ibland”
- Ur "Drömlif" av Viktor Rydberg, tre sånger för dubbelkvartett eller liten blandad kör eller manskör eller damkör a cappella (1882)
  1. ”Då vi vandra vid bäckarnes skuggande lopp”
  2. ”Se hur ängarne klädas i svallande flor”
  3. ”Ty de hviska”
- Bröllopshymn för damkör a cappella (1907)
- Majblomma lilla för damkör a cappella (1907)
- Blommorna för blandad kör till text av Carl Wilhelm Böttiger
- Dalvisa i d-moll, arrangemang för altsolo och blandad kör
- En ängel genom rummet går för damkör a cappella
  - Version för baryton och manskör
- Glömska för sopran, alt och damkör
  - Version för tenor solo och manskör
- Lika för dam- eller manskör a cappella
- Två andliga sånger för manskör a cappella
  1. ”Davids psalm 130 och Svensk psalm 33
  2. ”Davids psalm 20, vers 7”

#### Med ackompanjemang
- Kung Oskars Minne för blandad kör med piano (1859)
- Der Morgenstern (Morgonstjärnan) för blandad kör och orkester till text av Karl Theodor Körner (1871)
  - Version för blandad kör och piano (1871)
- Dagsländor för damkör med piano (1873)
- Snöfrid, ballad för blandad kör, soli och piano till text av Viktor Rydberg (1876)
- Svensk mässa nr 1 för mezzosopran, tenor, blandad kör, harpa och orgel (1902)
  - Version för mezzosopran, tenor, blandad kör, harpa, orgel och stråkorkester (1902)
- Svensk mässa nr 2 för soli, blandad kör, två barnkörer, orgel och piano (1903)
  - Version för soli, blandad kör, två barnkörer, orgel och orkester (1903)
- Höga tanke, för damkör med orgel eller piano, svensk pslam med text av Johan Olof Wallin (1905)
- Sång vid invigningen av Götabergs folkskolehus för blandad kör, barnkör, tenorsolo, piano, orgel och stråkorkester (1906)
- Ära för blandad kör och orgel (1907)
- Davids 20 Psalm vid Roskildefredens åminnelsgudstjänst i Domkyrkan för soloröster, blandad kör och orgel (1908)
- Kantat vid invigningen av Arbetareföreningens nya hus 1909 för blandad kör, damkör, barnkör, soli och piano till text av Henrik Hedlund (1909)
  - Version för damkör, solo och orkester (1909)
- Fritiofs färd på havet ur Fritiof-svit för unison damkör och orkester (1909)
- Kantat. Davids psalm 56 för damkör, soli och piano eller orkester till text ur Psaltaren (1910)
- Kantat vid internationella kvinnliga rösträttskongressen i Stockholm 1911 för sopran, mezzosopran, damkör och piano eller orkester (1911)
- Herre, förbarma dig för blandad kör och orgel
- Serenad för Mans-Chor för manskör med solo för tenor och sopran samt piano

### Solosånger
- Kom Guds ande och mitt hjerta lär att fatta, recitativ och aria för sopran till text av Andreas Andrée (1869)
- I templet, kyrkoaria för mezzosopran och orgel eller piano till text av Andreas Andrée (1871)
- Minnen för röst och piano (1871)
- Till månen för röst och piano till text av Andreas Andrée (1871)
- Söstersprogene, duett för sopran och mezzosopran (eller tenor och baryton) och piano till text av Pauline Worm (1873)
- Vårmorgonen för röst och piano (1874)
- Skogsrået för röst och orkester eller piano till text av Viktor Rydberg (1878)
- Mitt fasta hopp, kyrkoaria för röst och orgel eller piano (1879)
- Lotusblomma och Svan för röst och piano (1879)
- Här hon stod, den englalika, recitativ och aria för tenor och piano eller orkester (1881)
- Begravningsmässa då altartjänst hålles, för präst, församling, kör och orgel
- Diverse barnkompositioner
  - Andantino: "Wohl lag ich"
  - Cavantina: ”Qvartett för Chör med acc af Orgel eller Pianoforte”
  - Ave Maria
  - Sopran Qvartett: "Jag flyr till Dig"
  - Waggsång: "Tyst han sofver"
- Du irrande bölja för röst och piano
- Fru Inger sitter vid Östråt gård ..., försök till nidvisa
- Polska för röst och piano
- Svanen för sopran och violin med piano (eller harpa) till text av Carl Wilhelm Böttiger
- Till näktergalen för röst och piano till text av Andreas Andrée
- Tre sånger för röst och stråkorkester eller piano
  - En vacker höstdag
  - Öfver hafvet sjunker en stjärna till text av Vilhelm Ekelund (1908)
  - Im dunklen Wald, im Sonnenschein
- Tre sånger med piano, op. 8
  1. ”En vacker höstdag” till text av Sven Adolf Hedlund
  2. ”Vi ses igen” till text av Viktor Rydberg
  3. ”Visa en vårmorgon” till text av Johan Ludvig Runeberg
- Vid månsken för röst och piano till text av Andreas Andrée

### Verk efter opusnummer
- Pianosonat i A-dur, op. 3 (1870, tryckt 1873 i Köpenhamn av Wilhelm Hansen)
  - 1. Allegretto ma non tropo (i handskriften: Allegro moderato)
  - 2. Allegro ma non tropo (i handskriften: Andante)
  - 3. Allegretto scherzando (i handskriften: Allegretto)
- Tonbilder, op. 4 (1872, trycka 1874 i Köpenhamn av Wilhelm Hansen)
  1. ”På vattnet”
  2. ”Barnmenuett”
  3. ”Om kvällen”
- Fem smärre tonbilder i sammanhang, op. 7 (1880, tryckt 1880 i Stockholm av Huss & Beer)
  - 1. Largetto
  - 2. Andante
  - 3. Allegro moderato
  - 4. Andante
  - 5. Lento
- Tre sånger med piano, op. 8
  1. ”En vacker höstdag” till text av Sven Adolf Hedlund
  2. ”Vi ses igen” till text av Viktor Rydberg
  3. ”Visa en vårmorgon” till text av Johan Ludvig Runeberg

## Inspelningar
- 1981 – ”Orgelsymfoni nr 1 i h-moll” på skivan Romantica (Proprius PROP 7848)
- 1992 – ”Herre, förbarma dig” på skivan Andeliga sånger (Musica Sveciae MSCD 615))
- 1994 – ”Pianotrio i g-moll” på skivan Kammarmusik (Musica Sveciae MSCD 528-529)
- 1995 – ”Fritiof-svit” och ”Symfoni nr 2 i a-moll” (Sterling CDS 1016-2)
- 1996 – ”Pianokvintett i e-moll”, ”Pianosonat i A-dur”, ”Stråkkvartett i d-moll” och sångerna ”Svanen”, ”Visa en vårmorgon”, ”Polska”, ”En vacker höstdag”, ”Öfver hafvet”, ”Till näktergalen” på skivan Musik på Hammersta slott (Caprice CAP 21530)
- 1999 – Complete Works for Organ (Swedish Society Discofil SCD-1085)
- 2003 – ”Sommarminnen från Bjurslätt” på skivan Souvenirer från Göteborg (Altfiol i Väst AIVCD001)
- 2005 – ”Svensk mässa nr 1” på skivan Musik i Domkyrkan (Intim Musik IMCD098)
- 2006 – ”Andante quasi recitativo” på skivan Souvenirer från Västsverige (Altfiol i Väst AIVCD002)
- 2009 – ”Pianotrio i g-moll”, ”Pianotrio i c-moll”, ”Stråkkvartett i a-moll” på skivan Pianostycken (Intim Musik IMCD113)
- 2009 – ”Sommarminnen från Bjurslätt”, sats 3–4 på skivan Strandhugg i västsvenskt musikliv (Altfiol i Väst AIVCD005)
- 2014 – Complete Piano Works (Daphne 1047)
- 2014 – ”Pianosonat i A-dur” på skivan Compozitoare de-a lungul secolelor (Electrecord EDC 1106/1107)
- 2025 – ”Symfoni nr 1 i C-dur” och ”Fritiof-svit” (cpo 555 589-2)